# Mladen Kašćelan
Mladen Kašćelan (in serbo Mлaдeн Kaшћeлaн?; Cattaro, 13 febbraio 1983) è un ex calciatore montenegrino, di ruolo centrocampista.

## Palmarès

### Club

#### Competizioni nazionali
- Supercoppa di Polonia: 1

Jagiellonia: 2010
- Coppe di Bulgaria: 1

Ludogorec: 2011-2012
- Campionato bulgaro: 1

Ludogorec: 2011-2012
- Pervenstvo Futbol'noj Nacional'noj Ligi: 1

Tambov: 2018-2019